# 2-acetil-5-metilfurano
2-acetil-5-metilfurano é um composto orgânico com a fórmula química 
C7H8O2.